# Hardi les gars !
Pour plus de détails, voir Fiche technique et Distribution.
Hardi les gars ! est un film français réalisé par Maurice Champreux sorti en 1931.

## Synopsis
Le facteur Biscot n'est pas sportif, mais pour séduire Laure, championne de natation, il décide de devenir coureur cycliste. Il apprend à faire du vélo et parvient à prendre le départ du Tour de France. Il arrive en dernière position à chaque étape mais, à la suite d'une erreur, il arrive en tête au Parc des Princes.

## Fiche technique
- Titre : Hardi les Gars !
- Titre initial : Le Facteur du Tour de France.
- Réalisation : Maurice Champreux
- Scénario : Gaston Bénac
- Photographie : Paul Parguel, Albert Duverger et Victor Arménise
- Musique : Albert Chantrier, René Nazelles (chansons)
- Production : GFFA - Gaumont - Franco Film – Aubert
- Pays d’origine :  France
- Langue originale : français
- Format : Noir et blanc - Muet  - Son mono - 1,20:1
- Genre : Comédie
- Durée : 93 minutes
- Date de sortie : 
  - France : 7 novembre 1931

## Distribution
- Georges Biscot : Biscot
- Laure Diana[1] : Laure Langevin
- Paul Menant : Chocart
- Mona Goya : Yvette
- Georges Cahuzac : le maire
- Henri Kerny
- Jeanne Cheirel
- Lily Scott
- Frédo Gardoni

cyclistes dans leurs propres rôles,
- Joseph Demuysère
- Raffaele Di Paco
- Alfred Hamerlinck
- Léon Le Calvez
- André Leducq
- Antonin Magne
- Jean Maréchal
- Joseph Mauclair
- Erich Metze
- Hubert Opperman
- Louis Peglion
- Charles Pélissier